# M/S Braheborg

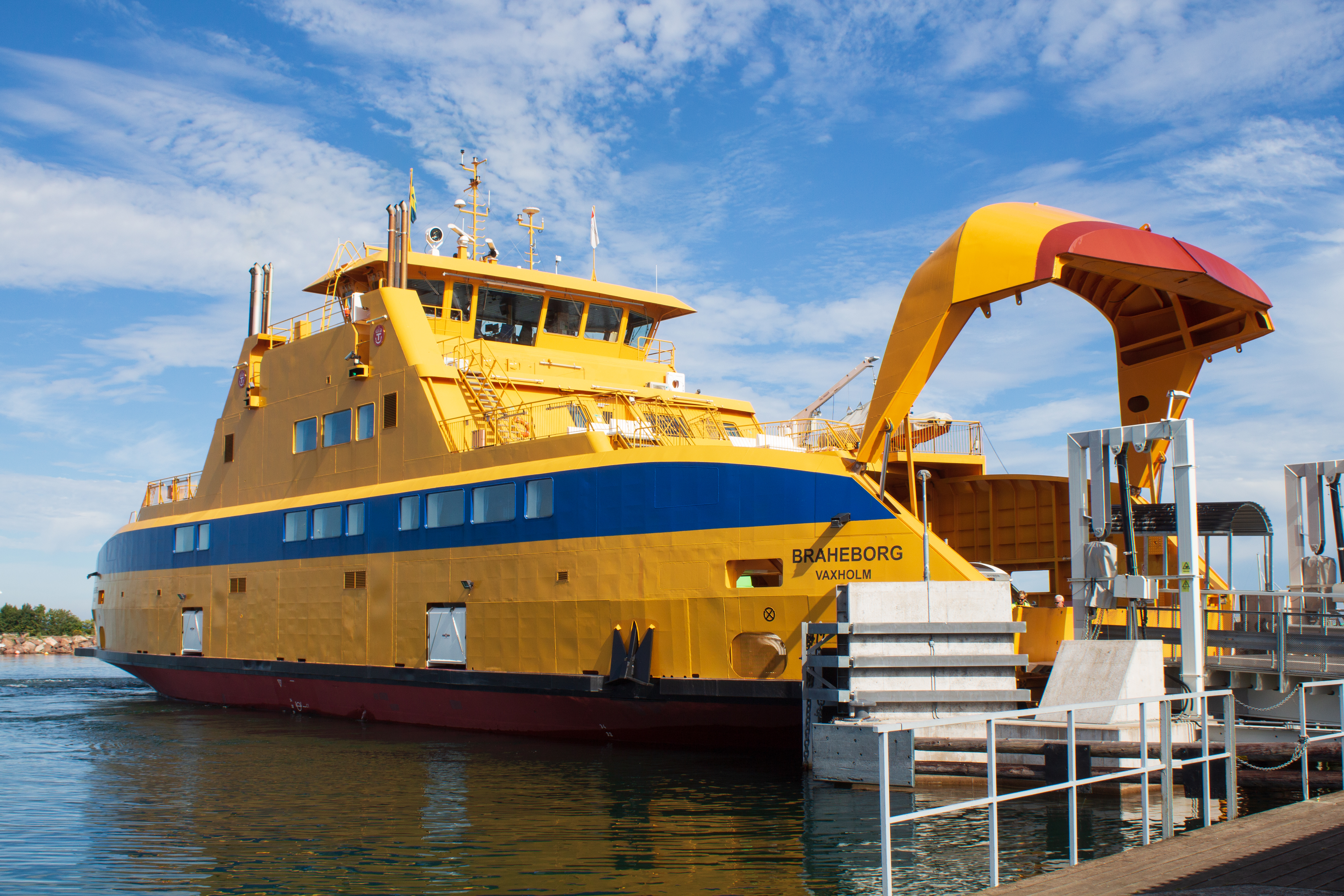
M/S Braheborg vid färjeläget i Gränna hamn

M/S Braheborg är en svensk färja som den 8 juni 2014 sattes i trafik mellan Gränna och Visingsö av Trafikverket Färjerederiet i Vättern.
Eftersom färjan är för stor för slussarna i Göta kanal, tillverkades knappt 40 fartygssektioner på varvet Uudenkaupungin Työvene i Nystad i Finland och transporterades sedan till torrdockan Rosendala docka i Huskvarna, där sektionerna sattes ihop. Jungfrufärden gjordes den 5 november 2013.